# دولمایت اسم من است
دولمایت اسم من است (انگلیسی: Dolemite Is My Name) فیلم زندگی‌نامه‌ای کمدی ساخت آمریکا با بازی ادی مورفی است. این فیلم که کارگردان آن کریگ برو است، به داستان زندگی رودی ری مور، کمدین آمریکایی، می‌پردازد. رودی ری مور با استندآپ کمدیهای خود و فیلمی که در ژانر سینمای تجارتی سیاهان ساخت، شناخته می‌شد. این فیلم برای اولین بار در ۷ سپتامبر ۲۰۱۹ در جشنواره فیلم تورنتو نمایش داده و در ۲۵ اکتبر ۲۰۱۹ توسط نت‌فلیکس پخش شد.